# Dragonforce
Dragonforce este o formație britanică de power metal, înființată în Londra, Regatul Unit, în 1999, de chitaristul Herman Li, și este remarcată pentru solo-urile lor pline de melodicitate, fantezie si sunetul inspirat de jocurile video retro. Trupa DragonForce ii ca pe membrii pe chitaristii Herman Li si Sam Totman vocalistul Marc Hudson si bateristul Gee Anzalone. Trupa a trecut prin mai multe schimbari in membrii de-a lungul timpului; Membrii vechi ai vocalistului ZP Theart, tastaturistul Vadim Pruzhanov, bateristul Dave Mackintosh și basistul Frédéric Leclercq se numără printre foștii membri ai formației.
DragonForce a lansat opt albume de studio, două albume live, un album compilație, un DVD live și un demo. Al treilea album, Inhuman Rampage (2006), a fost certificat gold de Recording Industry Association of America (RIAA) și British Phonographic Industry (BPI); Single-ul lor principal, „Through the Fire and Flames”, este cel mai cunoscut cântec al lor și a fost prezentat în mai multe jocuri video, inclusiv Guitar Hero III: Legends of Rock. Single-ul lor principal al celui de-al patrulea album, „Heroes of Our Time”, a fost nominalizat la Premiul Grammy în 2009.